# Grybów
Grybów là một thị trấn thuộc huyện Nowosądecki, tỉnh Małopolskie ở nam Ba Lan. Thị trấn có diện tích 17 km². Đến ngày 1 tháng 1 năm 2011, dân số của thị trấn là 5952 người và mật độ 351 người/km².